# Tolmerus katharinae
Tolmerus katharinae là một loài ruồi trong họ Asilidae. Tolmerus katharinae được Theodor miêu tả năm 1980. Loài này phân bố ở vùng Cổ Bắc giới và châu Á.